# USS Wilkes (DD-67)
USS Wilkes (DD-67) – amerykański niszczyciel typu Sampson. Jego patronem był Charles Wilkes (1798–1877).
Stępkę okrętu położono 11 marca 1915 w stoczni William Cramp & Sons Ship & Engine Building Co. w Filadelfii. Zwodowano go 18 maja 1916, matką chrzestną była Carrie Mclver Wilkes. Jednostka weszła do służby w US Navy 10 listopada 1916, jej pierwszym dowódcą był Lieutenant Commander Julius F. Hellweg.
Okręt był w służbie w czasie I wojny światowej. Działał jako jednostka eskortowa na wodach amerykańskich i europejskich.
12 kwietnia 1922 "Wilkes" dotarł do Philadelphia Naval Shipyard, gdzie został umieszczony poza służbą 5 czerwca 1922.

## United States Coast Guard
Okręt pozostawał nieaktywny w Filadelfii przez ponad cztery lata. Latem 1926 został przekazany Coast Guard potrzebującej jednostek do zwalczania przemytu alkoholu. Okręt wszedł do służby w USCG 23 sierpnia 1926, dowódcą był Lieutenant Commander M. J. Ryan. Przez kolejne osiem lat niszczyciel patrolował Wschodnie Wybrzeże USA w ramach patroli rumowych. W odwołanie prohibicji spowodowało, że okręt zakończył ostatni patrol w Filadelfii 15 marca 1934. Wycofany tam ze służby 29 marca i zwrócony US Navy.5 lipca 1934 skreślony z listy jednostek floty. 22 sierpnia 1934 sprzedany na złom zgodnie z ustaleniami londyńskiego traktatu morskiego.